# Schitul Kavsokalivia
Kavsokalivia, cunoscut și ca Schitul Cavsocalivia sau Schitul „Sfânta Treime”, (în greacă Σκήτη των Καυσοκαλυβίων / Σκήτη Αγίας Τριάδος) este un schit idioritmic ortodox grec de pe Muntele Athos, situat în partea de sud-est a peninsulei, la o înălțime de 120 m deasupra nivelului mării și la trei ore de mers pe jos de Mănăstirea Marea Lavră, căreia îi este subordonată. Schitul se află sub jurisdicția Patriarhiei Constantinopolului. Aici viețuiesc în prezent aproximativ 30 de călugări care se ocupă cu sculptura în lemn, pictarea icoanelor și confecționarea unor obiecte de artizanat (printre care împletirea de metaniere).

## Istorie
Precursorul activității monahale din aceste locuri este Sfântul Cuvios Maxim Kavsokalivitul (d. 13 ianuarie 1365), care a trăit în secolul al XIV-lea. Atunci când alți călugări se așezau în apropierea sa, Maxim obișnuia să dea foc colibei sale (Καλύβα) și să se retragă tot mai sus pe munte, dorind astfel să se înstrăineze complet atât de lume, cât și de bunurile lumești pentru a se dedica doar rugăciunii. Din acest motiv contemporanii săi l-au numit „Kavsokalivitul” („cel care își arde coliba”). În jurul ultimei grote în care a trăit călugărul Maxim a fost fondată ulterior o așezare monahală care a primit numele Kavsokalivia (cu sensul „colibele arse”), iar centrul ei a devenit Biserica „Schimbarea la Față”, situată pe un loc mai înalt, la nord-vest de locul actualului schit; din vechea biserică au mai rămas astăzi doar niște ruine. Așezarea monahală, care era formată din câteva colibe, a decăzut odată cu trecerea timpului.
Kavsokalivia a început să se dezvolte și a luat forma unui schit organizat odată cu stabilirea aici pe la sfârșitul secolului al XVII-lea și începutul secolului al XVIII-lea a unui ascet faimos cunoscut ca Acachie cel Nou Kavsokalivitul (d. 12 aprilie 1730). Acachie, care fusese anterior călugăr într-o mănăstire din apropierea orașului Volos, a locuit în mai multe locuri de pe Muntele Athos, dar în cele din urmă, la sfatul pustnicului Galaktion din Katounakia, s-a stabilit în grota ocupată anterior de Maxim, în apropierea Bisericii „Schimbarea la Față”. Acolo a dus un trai auster: trăia într-o grotă, se hrănea cu ierburi, dormea foarte puțin și se întindea foarte rar să se odihnească, susținând că un călugăr adevărat nu are nevoie să se odihnească mai mult de jumătate de oră pe noapte. S-a spus că mânca ierburi amestecate cu pietre zdrobite, că expira foc atunci când se ruga și că putea cunoaște gândurile persoanelor cu care vorbea. Reputația sa a atras în jurul său mai mulți asceți, iar schitul Kavsokalivia a crescut treptat. Acachie a construit un nou „kiriakon” (biserica principală a schitului) cu hramul „Sfânta Treime” într-un loc mai jos de pe versantul muntelui, unde se află acum biserica cimitirului. Trei ucenici ai lui Acachie au suferit o moarte martirică: Roman din Karpenisia în 1694, Nicodim în 1722 și rusul Pahomie sau Procopie în 1730.
În 1745 ieromonahul Iona (d. 1765), autor al unei hagiografii și al unui acatist al călugărului Acachie, a început construcția unei noi biserici principale închinate Sfintei Treimi, care a fost pictată în 1776 de călugărul Mitrofan, originar din insula Chios. În mai 1746 călugărul Isaia, starețul Mănăstirii Marea Lavră, a recunoscut oficial Schitul Kavsokalivia și a aprobat statutul său intern, reglementând astfel relațiile dintre schit și mănăstire.
În anul 1759 s-a încheiat construcția Bisericii „Adormirea Maicii Domnului” în grota în care a viețuit pustnicul Acachie. În 1790 schitul a fost grav avariat de un cutremur. Biserica a fost completată cu un exonartex în 1804 și a fost pictată în 1820. În perioada 1897-1898 a fost construită o clopotniță cu cheltuiala lui Ioachim al III-lea, patriarhului Constantinopolului, care obișnuia să se retragă adesea la Kavsokalivia atunci când locuia la Muntele Athos. Începând din 1922 colectivul monahal al schitului a fost completat cu călugări greci care s-au refugiat din Asia Mică.
În acest schit, el a practicat asceza în tinerețe și celebrul călugăr Porfirie Bairaktaris (1906-1991), care s-a întors acolo în ultimele zile ale vieții sale, a murit și a fost îngropat în schit în decembrie 1991.

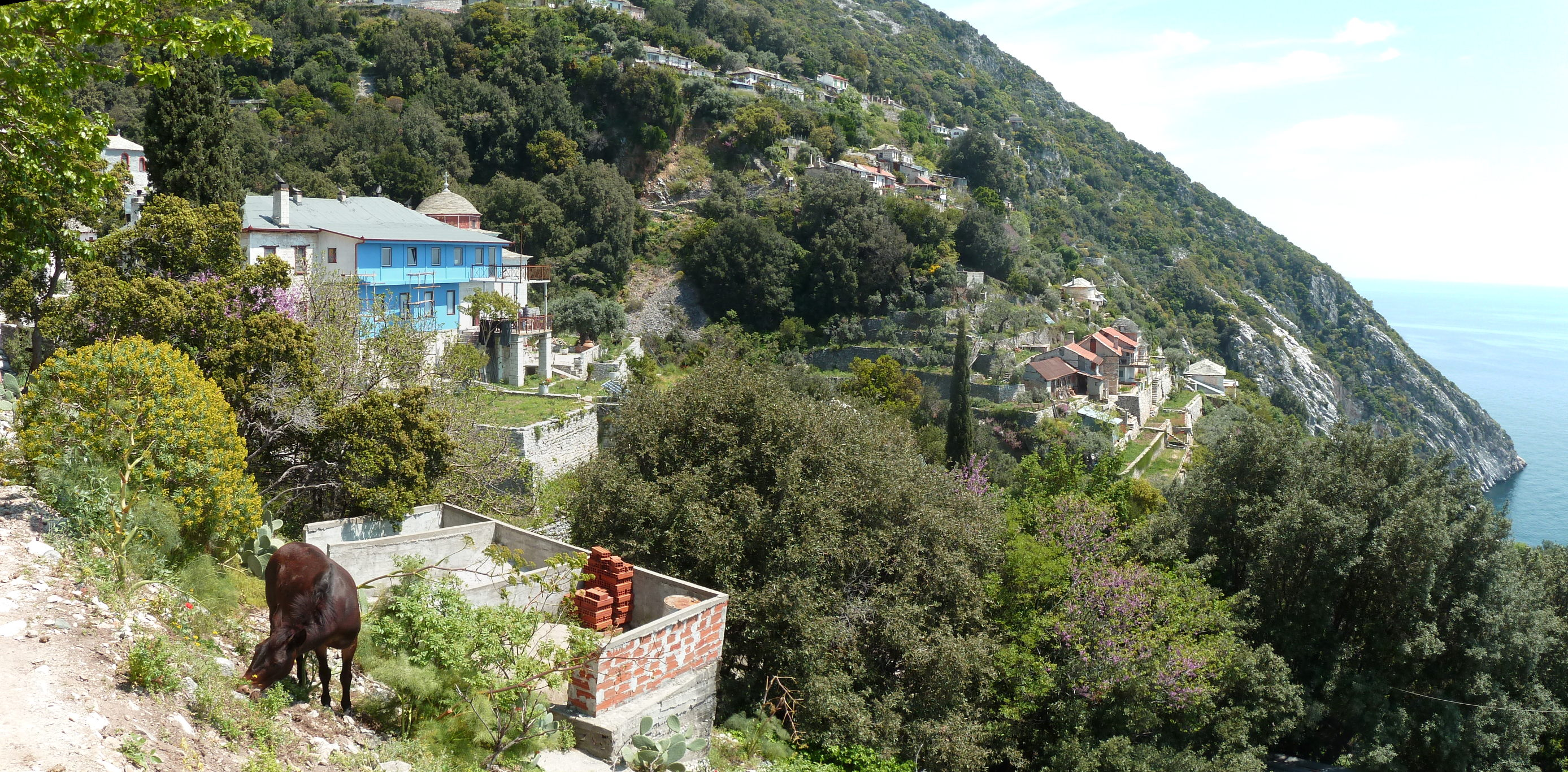

Schitul are mai multe biserici: biserica principală cu hramul „Sfânta Treime” și trei biserici mai mici: „Sf. Gheorghe”, „Sf. Ioan Teologul” (în clădirea omonimă) și „Sfântul Metodie al Constantinopolului”. Biserica principală a schitului adăpostește capul venerabilului Acachie cel Nou Kavsokalivitul și părticele din moaștele mai multor sfinți: Sf. Trifon, Sf. Nil Mirotocivi și alții. Clădirea dedicată Sfântului Ioan Teologul conține o biserică mai mică, cu fresce realizate în 1776 de călugărul Mitrofan. Ea adăpostește, de asemenea, o icoană veche din secolul al X-lea cu tema „Judecata de Apoi”. Schitul are o bibliotecă, care conține 23 de manuscrise vechi și aproximativ 900 de cărți vechi tipărite în perioada 1516-1900, precum și un atelier propriu de pictură a icoanelor, amenajat într-o clădire cu două etaje. Numărul călugărilor schitului a fluctuat în cursul timpului: 80 (la mijlocul secolului al XVIII-lea), 70 (în 1808), 120 (în 1903) și aproximativ 45 (în zilele noastre). Schitul are în prezent 30 de chilii și 5 colibe, unde locuiesc călugări care se îndeletnicesc cu scrierea hagiografiilor, pictarea de icoane, sculptura în lemn și împletirea de metaniere.